# Страничкин, Александр Викторович
Александр Викторович Страничкин (абх. Александр Виктор-иҧа Страничкин; род. 5 апреля 1955, Чита, СССР) — член Правительства Республики Абхазия; с 10 марта 2006 года — в должности вице-премьера правительства.

## Биография
Родился 5 апреля 1955 года в Чите. С 1968 года проживает в Абхазии.
В 1972 году окончил среднюю школу в Эшера и в 1973 году поступил на работу учеником киномеханика в кинотеатр «Апсны». Позднее работал в Сухумском рыболовецком колхозе.
В 1983 году окончил экономический факультет Ростовского государственного университета по специальности «экономист, преподаватель политической экономии».
С сентября 1983 года по февраль 1989 года работал в Абхазском государственном университете преподавателем политической экономии. В 1989 году избран на должность преподавателя кафедры политической экономии. С 1995 года по 2005 годы трудился старшим преподавателем кафедры экономической теории. С 2005 года — и. о. доцента кафедры экономической теории.
С 1984 по 1989 годы работал экономистом, старшим экономистом Сухумского городского отдела Управления госстатистики.
С 1994 по 1997 годы трудился в Министерстве экономики Республики Абхазия на различных должностях: советник, начальник отдела прогнозирования, начальник отдела лицензирования, начальник Управления по приватизации и управления госимуществом.
В ноябре 1996 года избран депутатом Народного Собрания Республики Абхазия XIII созыва. Трудился заместителем председателя Комитета по бюджету и экономической политике.
В марте 2002 года избран депутатом Народного Собрания Республики Абхазия XIV созыва. В апреле 2002 года Решением Народного Собрания Республики Абхазия был избран заместителем Спикера Народного Собрания Республики Абхазия.
10 марта 2006 года назначен вице-премьером Правительства Республики Абхазия. 10 октября 2011 года при формировании нового кабинета министров утверждён в должности вице-премьера указом президента.
Имеет научные публикации, соавтор учебных пособий по экономической теории. Участвовал в разработке более 50-ти законопроектов и различных нормативных документов. Принимал участие в международных научных конференциях.

## Семья
Женат На Галине Александровной Страничкиной, есть сын Александр Александрович Страничкин и два внука.

## Награды
- Почётная Грамота Народного Собрания — Парламента Республики Абхазия.

## Труды
- Экономика Абхазии: Путь развития